# Casă, dulce casă (1973)
Casă, dulce casă (Home Sweet Home) este un film franco-belgian în regia lui Benoît Lamy, lansat în 1973, având în rolurile principale pe Claude Jade și Jacques Perrin.
Home Sweet Home este unul dintre primele filme belgiene care au primit premii internaționale, 14 în total, inclusiv cel mai bun film la Montreal, premiul special al juriului la Moscova, cel mai bun regizor la Budapesta.